# 오리엔탈리즘 (책)

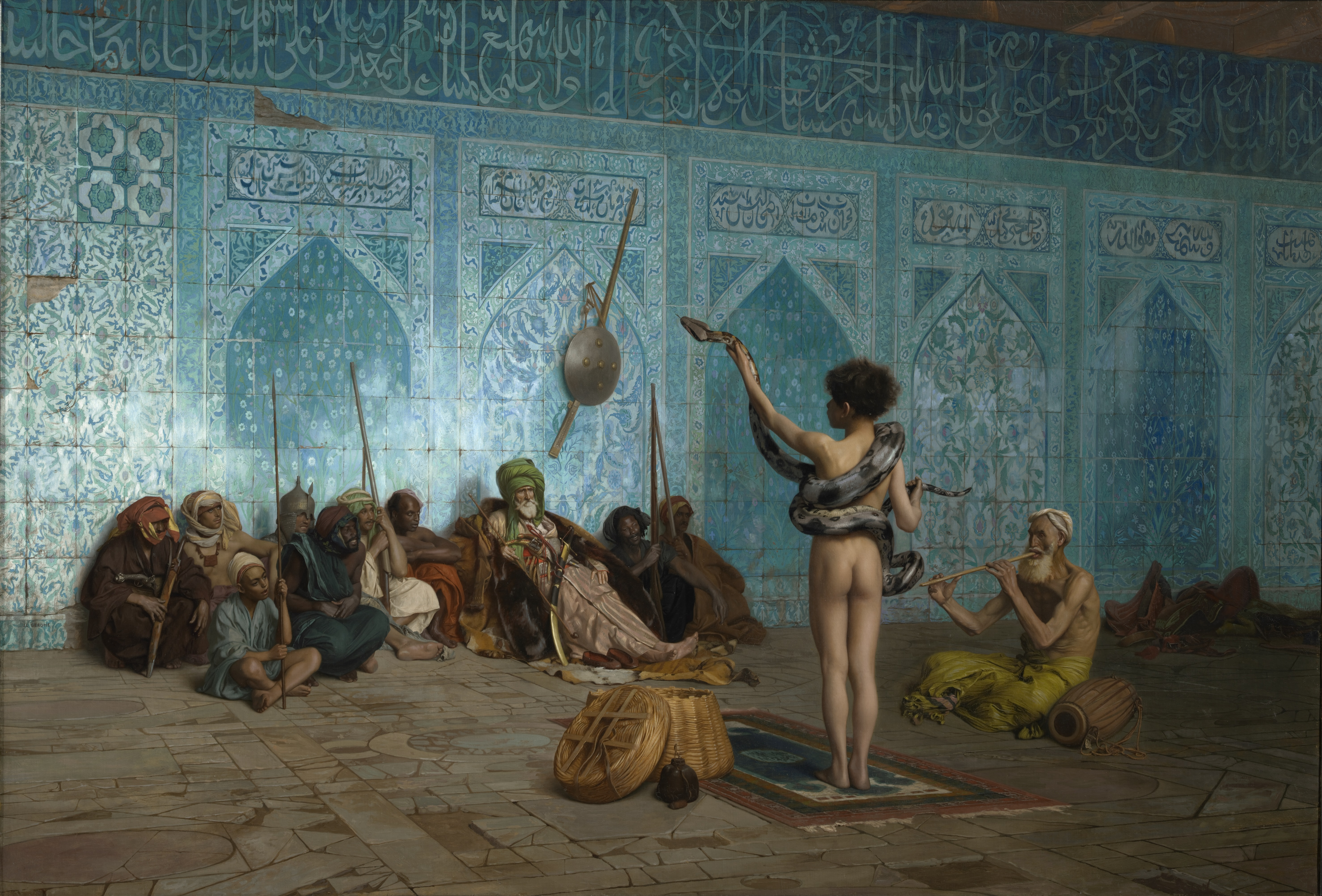
오리엔탈리즘 서적의 제1판 커버

⟪오리엔탈리즘⟫(Orientalism)은 에드워드 사이드가 1978년 출판한 책으로, 서양의 동양에 대한 재현으로 정의되는, 오리엔탈리즘의 기반인 문화적 재현에 대해 다룬다. 사이드에 의하면 오리엔탈리즘은 그것을 생산한 제국주의적 사회와 불가분하게 연관되어 있으며, 오리엔탈리즘적 저작을 선천적으로 정치적이며, 권력에 종속되게 만든다.

## 같이 보기
- 탈식민주의
- 서발턴
- 옥시덴탈리즘